# Цюрихська ратуша

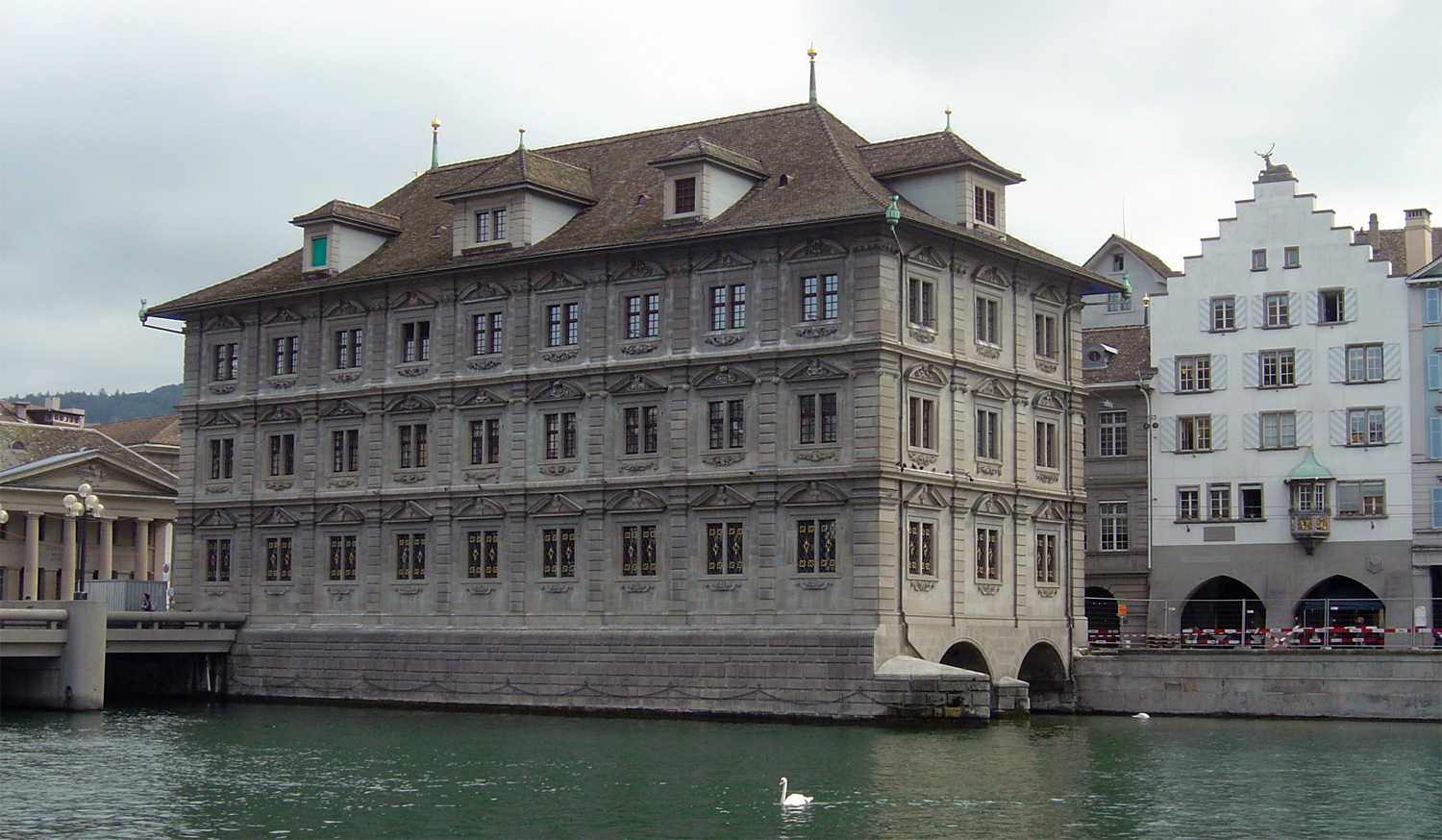
Ратуша Цюриха на березі Ліммата, в якій зараз міститься рада громади

47°22′17″ пн. ш. 8°32′33″ сх. д. / 47.371388888889° пн. ш. 8.5425° сх. д.
Цю́рихська ра́туша (нім. Zürcher Rathaus) — історична ратуша швейцарського міста Цюриха, старовинна будівля в стилі бароко; один із символів міста та одна з його найголовніших пам'яток, що вже понад 3 століття зберігає пам'ять про видатні події в історії Швейцарії. 

## Розташування та загальні дані
Цюрихська ратуша виходить фасадом на набережну Limmatquai на правому березі річки Ліммат.
Ратушею також називають квартал у районі Альтштадт (Старе місто) — частину середньовічного міста на правому березі Ліммату.
Дотепер добре зберігся інтер'єр і фасад Цюрихської ратуші — розкішно декоровані стелі у бенкетній залі та керамічна піч у залі засідань.

## Історія
Зведення ратуші в Цюриху датується 1694—98 роками.
У будівлі ратуші засідав владний орган Республіки Цюрих до 1798 року. Починаючи від 1803 року в будівлі збирається кантональна рада. 
У теперішній час ратуша в Цюриху — одна з найулюбленіших цюрихцями і найвідвідуваніших туристами пам'яток міста.

## Галерея

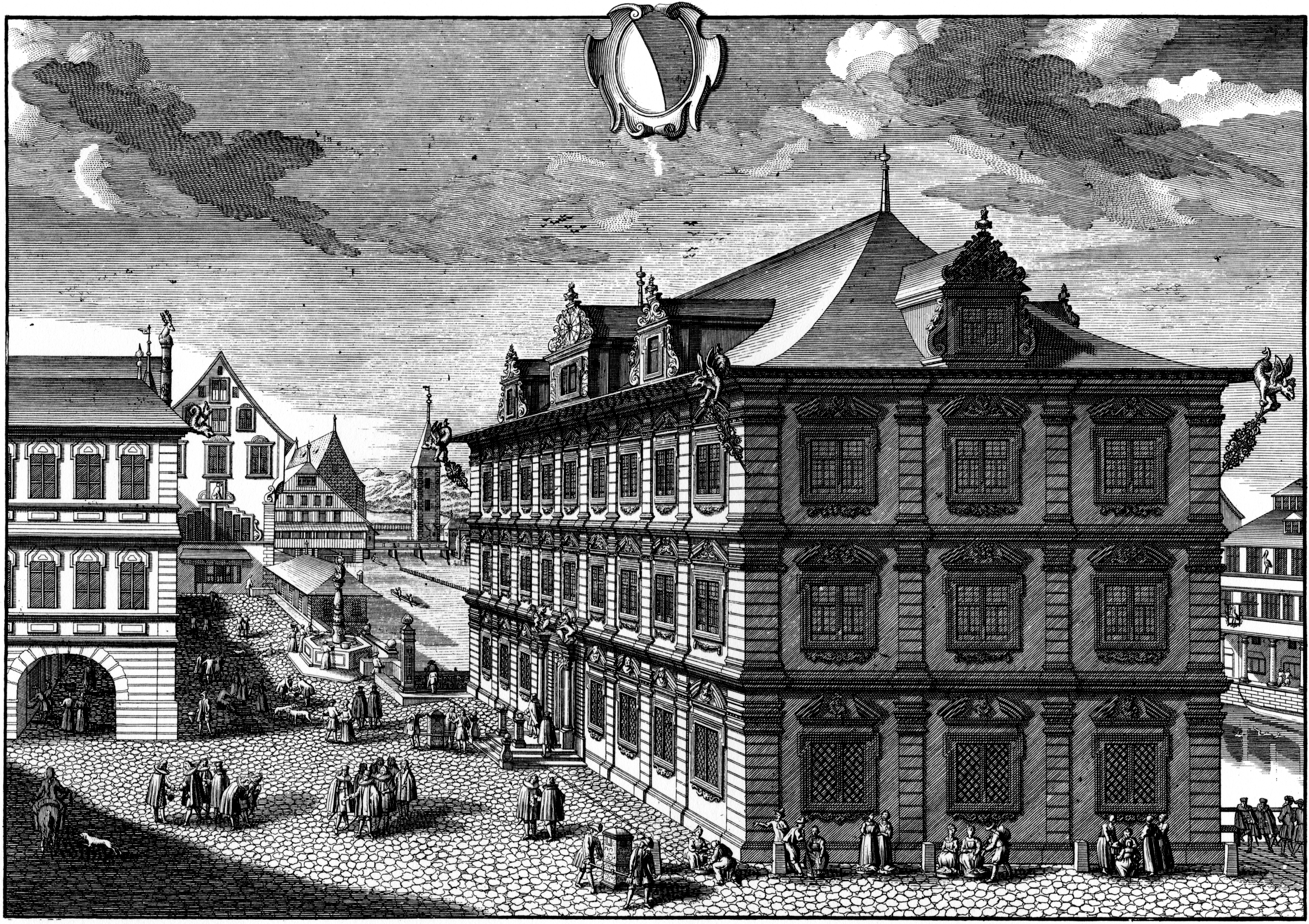
Замальовка 18-го століття. Північно-східний бік
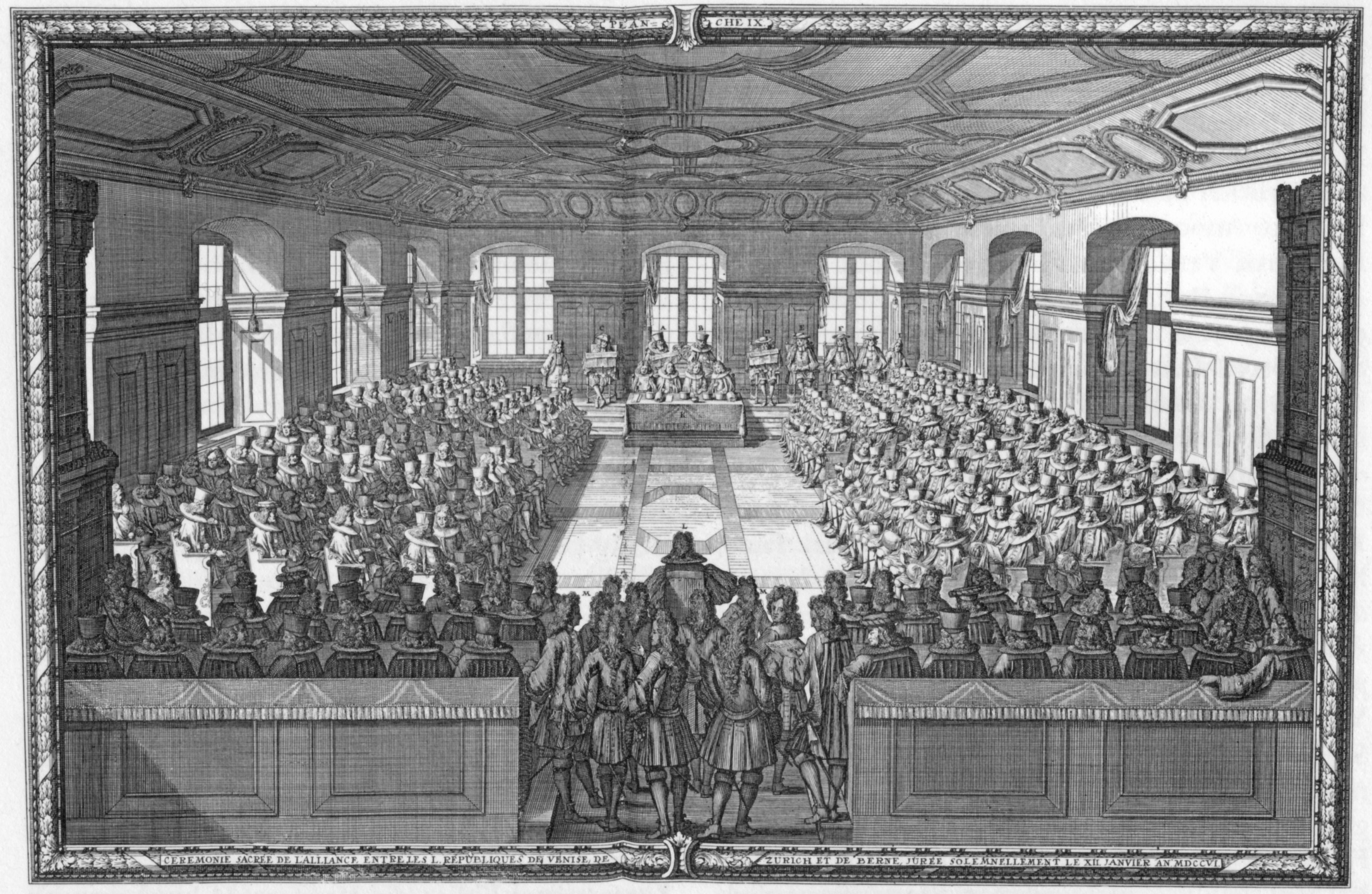
1706 — зала засідань ради
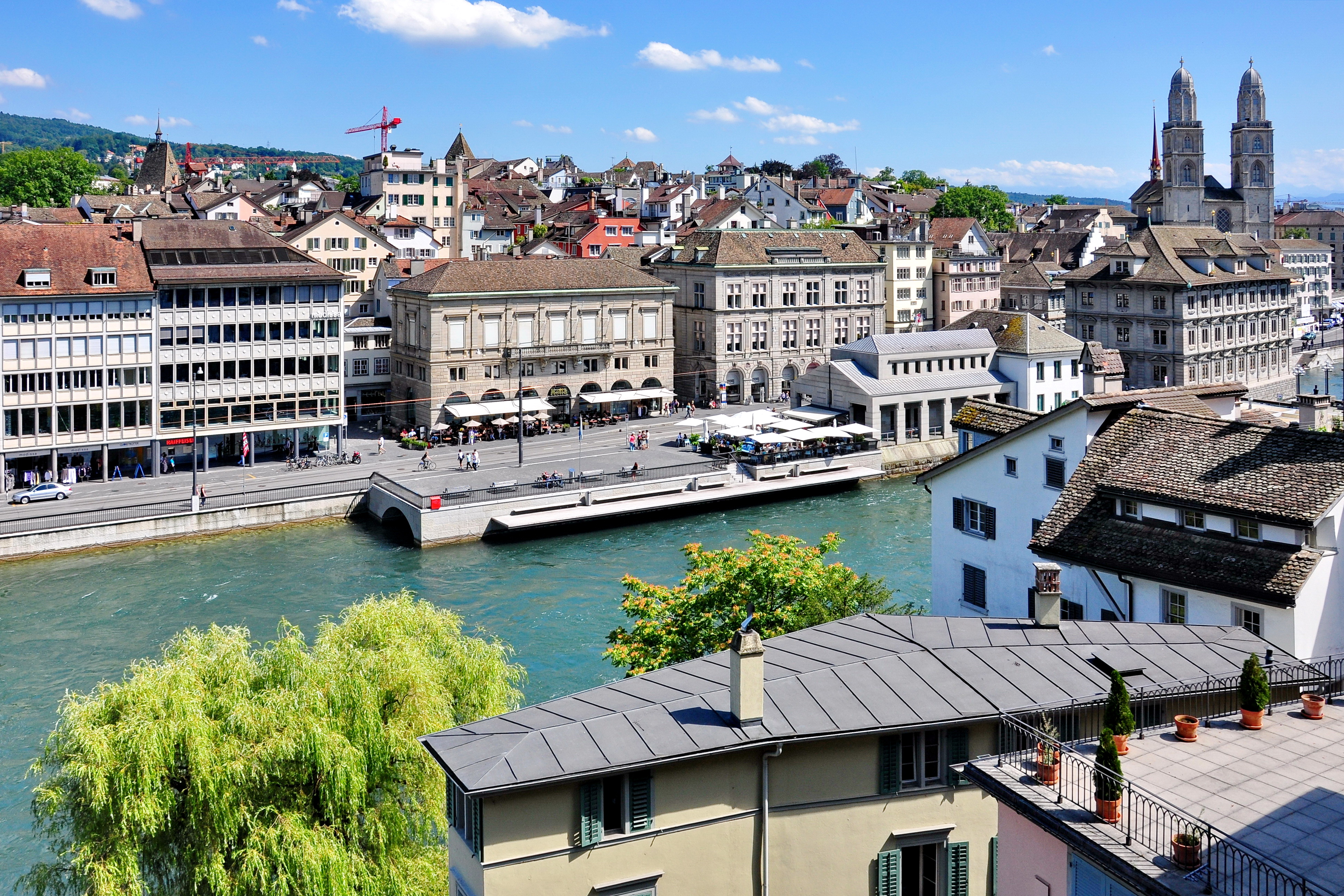
Ратуша (вигляд з Лінденгофу)
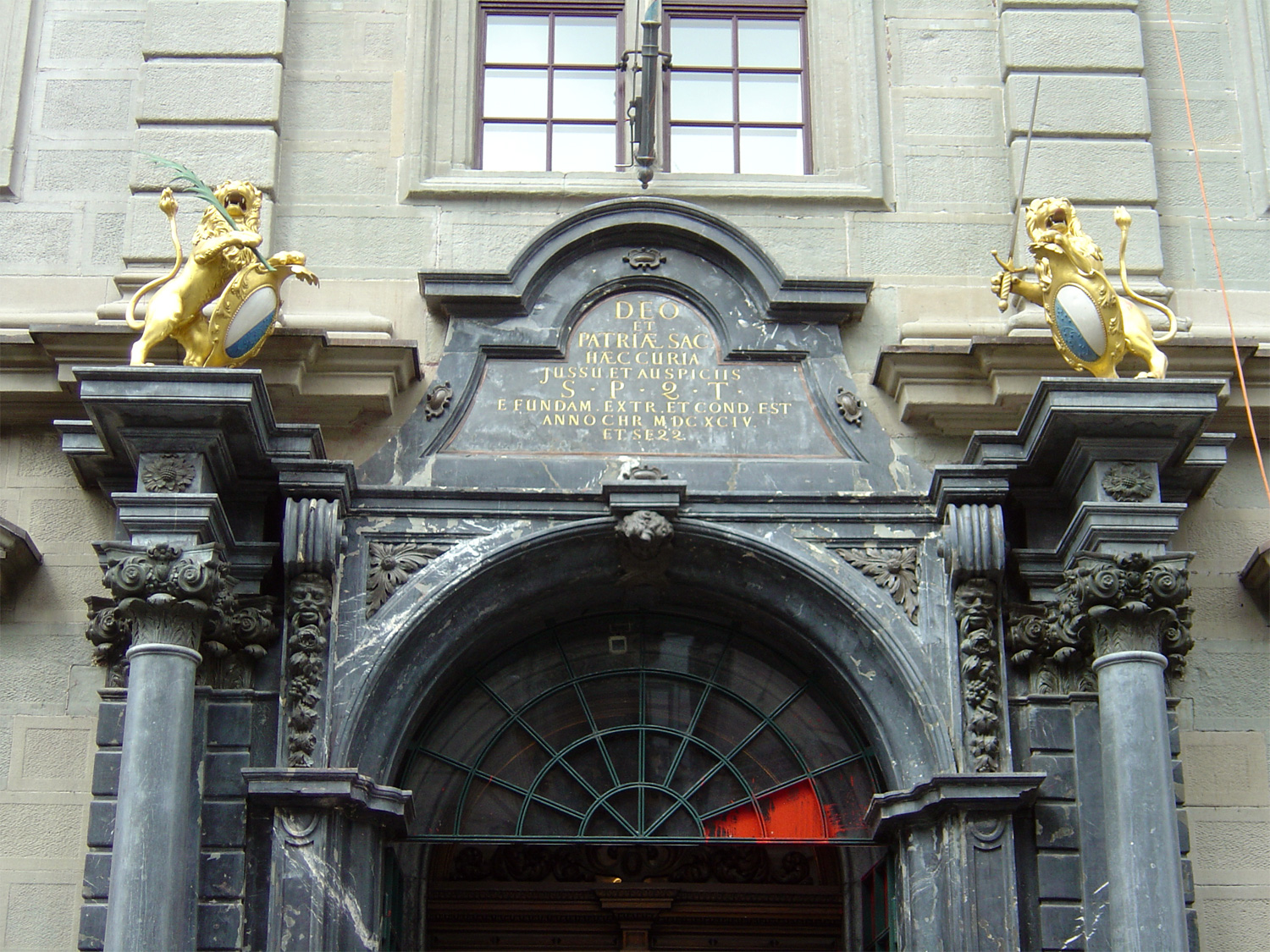
Брама